# Chthonius multidentatus
Chthonius multidentatus är en spindeldjursart som beskrevs av Beier 1963. Chthonius multidentatus ingår i släktet Chthonius och familjen käkklokrypare. Inga underarter finns listade i Catalogue of Life.